# Amphipoea pallida-flavo
Amphipoea pallida-flavo là một loài bướm đêm trong họ Noctuidae.